# Cynthia Vescan
Cynthia Vanessa Vescan est une lutteuse française d'origine roumaine, née le 7 février 1992 à Strasbourg.
Seule représentante française féminine au tournoi de lutte aux Jeux olympiques d'été de 2012, elle est qualifiée pour les Jeux olympiques d'été de 2016.

## Palmarès

### Championnats d'Europe
- Médaille de bronze dans la catégorie des moins de 76 kg en 2023 à Zagreb[4]
- Médaille de bronze dans la catégorie des moins de 76 kg en 2021 à Varsovie
- Médaille de bronze dans la catégorie des moins de 72 kg en 2018 à Kaspiisk

### Championnats méditerranéens
- Médaille d'argent dans la catégorie des moins de 72 kg en 2010 à Istanbul

### Championnats universitaires mondiaux
- Médaille d'argent dans la catégorie des moins de 75 kg en 2016 à Çorum

### Jeux de la Francophonie
- Médaille d'argent dans la catégorie des moins de 72 kg en 2013 à Nice

### Championnats du monde juniors
- Médaille d'argent dans la catégorie des moins de 72 kg en 2012 à Pattaya
- Médaille d'argent dans la catégorie des moins de 72 kg en 2011 à Bucarest
- Médaille d'argent dans la catégorie des moins de 72 kg en 2010 à Budapest

### Championnats d'Europe juniors
- Médaille d'argent dans la catégorie des moins de 72 kg en 2012 à Zagreb
- Médaille d'argent dans la catégorie des moins de 72 kg en 2011 à Zrenjanin
- Médaille d'argent dans la catégorie des moins de 72 kg en 2010 à Samokov
- Médaille d'argent dans la catégorie des moins de 72 kg en 2008 à Tbilissi

### Championnats d'Europe cadets
- Médaille de bronze dans la catégorie des moins de 70 kg en 2009 à Zrenjanin
- Médaille de bronze dans la catégorie des moins de 70 kg en 2008 à Daugavpils